# Utcubamba
Der Río Utcubamba ist ein etwa 235 km langer rechter Nebenfluss des Río Marañón im Norden von Peru in den Provinzen Luya, Bongará, Chachapoyas, Utcubamba und Bagua. 

## Flusslauf
Der Río Utcubamba entspringt oberhalb von Leymebamba in der peruanischen Zentralkordillere. Er fließt anfangs 125 km in überwiegend nördlicher Richtung durch das Bergland. Die Stadt Chachapoyas liegt östlich oberhalb des Flusstals. Bei Pedro Ruiz wendet sich der Fluss auf einer Strecke von 20 km nach Westen und durchschneidet den Hauptkamm der Zentralkordillere. Anschließend fließt er in nordwestlicher Richtung durch ein breites Tal. Dort liegen die Städte Bagua Grande und Bagua am Flusslauf. Schließlich mündet der Río Utcubamba in den Río Marañón, den linken Quellfluss des Amazonas. Anderthalb Kilometer unterhalb der Mündung trifft der Río Chinchipe von Norden kommend auf den Río Marañón. Weiter flussabwärts liegt das Durchbruchstal Pongo Rentema. 

## Einzugsgebiet
Das Einzugsgebiet des Río Utcubamba erstreckt sich über einen Bereich der peruanischen Zentralkordillere südlich des Unterlaufs des Río Marañón. Das ca. 6500 km² große Gebiet grenzt im Osten an die Einzugsgebiete von Río Huayabamba, ein Zufluss des Río Huallaga, sowie an das des Río Chiriaco. Weiter westlich verläuft das Flusstal des Río Marañón.

## Sonstiges
Zum Beschiffen ist er zu klein, er treibt aber mehrere Wasserkraftwerke an, die u. a. Chachapoyas mit Strom versorgen. Das Utcubamba-Tal wird durch die Möglichkeiten der Bewässerung und das subtropische Klima sehr intensiv zur Landwirtschaft genutzt, hauptsächlich zur Produktion von Yuca, Mais, Reis, Zuckerrohr und Bananen.

## Etymologie
Der Name Utcubamba kommt aus dem lokalen Quechua. Das Utcubambatal wurde bis vor einigen Jahren intensiv mit Baumwolle bewirtschaftet. Utku bedeutet „Baumwolle“, Pampa ist eine „Ebene“, Utkupampa ist die Ebene, auf der Baumwolle angebaut wird.

## Entdeckung
Der Río Utcubamba hieß nicht immer so, hier die Geschichte dazu und die Zusammenfassung seiner Entdeckung:
1. Im Jahre 1549 erstellte der Kapitän Diego Palomino eine Liste der Provinzen von Chuquimayo (Chinchipe) sowie eine einfache Karte, auf der er die Observation eines Dorfes mit dem Namen Bagua und einen Fluss mit dem Namen Río Bagua vermerkte, der frühere Name des Río Utcubamba.
2. Der Jesuitenpater Samuel Fritz, geboren in Böhmen und tätig als Missionar in Maynas, war der erste, der den Fluss Marañón erkundete und seine Quelle bei Lauricocha ausmachte. Nach Abschluss seiner Forschungen veröffentlichte er 1707 eine Karte von „dem großen Fluß Marañón oder Amazonas“. Dort wird der Río Utcubamba als Río Peca bezeichnet.
3. Auf der Karte der Provinz Quito und anliegender Gebiete, von Pedro Vicente Maldonado 1750 erstellt, und der Geografischen Karte Südamerikas, 1775 von Cruz Cano y Olmedilla gezeichnet, wird der Río Utcubamba Río Huahua und auch Río Chachapoyas genannt.
4. Der Priester Francisco Javier Weigel erstellte 1769 die Karte der Missionen von Maynas, seine Arbeit stellte er im Gefängnis in Lissabon fertig. In seiner Zeit wird der Río Utcubamba Río Huagua genannt.
5. Ende des 18. Jahrhunderts ließ der Bischof von Trujillo, Baltazar Jaime Martínez de Campoñón, vielerlei topografische Karten der von ihm betreuten Gebiete erstellen. Auf diesen Karten findet man die ersten Hinweise auf den Namen Río Vtcvbamba, wie der Río Utcubamba in altem Spanisch hieß.